# 伊波杏樹のRadio Curtain Call
『伊波杏樹のRadio Curtain Call』（いなみあんじゅのラジオ・カーテンコール）は、2018年10月4日から2023年3月30日まで超!A&G+で放送されていたラジオ番組である。パーソナリティは伊波杏樹。基本的に音声のみの放送だが、第100回では簡易動画つきの放送が行われた。

## 放送概要
パーソナリティ
伊波杏樹
放送時間
- 2018年10月4日 -
毎週木曜日 19:30 - 20:00
リピート放送：毎週月曜日 7:30 - 8:00

AG-ON Premium
- 2018年10月4日 -
毎週木曜日 21:00更新[注 1]

## コーナー
エピソード、and you?
リスナーが最近あった出来事の最後に「and you?（あなたは?）」を付けてメールを送り、伊波にそれについてとりあえず何か話をしてもらう。
交流ノート
設定されたテーマについて、メールを通してリスナーと伊波が交流する。
みんなとおやつのコーナー
キャスト（視聴者）からのお便りでおやつを決めて次の回の放送時に食べるという企画。当初は交流ノートの企画であったが正式コーナーに昇格。

## イベント
| 公演日        | タイトル                                | 会場                     | 備考                              |
| ------------- | --------------------------------------- | ------------------------ | --------------------------------- |
| 2023年6月10日 | 伊波杏樹のRadio Curtain Call ～encore～ | KFC Hall（東京都墨田区） | 「マチネ」「ソワレ」の昼夜2回公演 |